# Монджардино Лигуре
Монджардѝно Лѝгуре (на италиански: Mongiardino Ligure; на пиемонтски: Mongiardin, Монджардин) е община в Северна Италия, провинция Алесандрия, регион Пиемонт. Разположена е на 600 m надморска височина. Населението на общината е 182 души (към 2010 г.). Административен център е село Лаго Патроно (Lago Patrono).